# Pseudocorinna septemaculeata
Pseudocorinna septemaculeata är en spindelart som beskrevs av Simon 1910. Pseudocorinna septemaculeata ingår i släktet Pseudocorinna och familjen flinkspindlar.
Artens utbredningsområde är Bioko. Inga underarter finns listade i Catalogue of Life.